# Срећко Шојић
Срећко Шојић је измишљени лик Синише Павића који се појављује у филму Лаф у срцу, серијалу филмова Тесна кожа и ТВ серији Бела лађа као и дводелном филму Тако је говорио Шојић који је настао после успешног приказивања серије Бела лађа. Лик је тумачио Милан Гутовић. Његов животни сан је да "постане капетан од белу лађу". Синиша Павић је Срећка Шојића описао речима „Срећко Шојић је парадигма нашег времена, он нема ниједну позитивну особину, ни у животу, ни на послу, а ипак је веома омиљен.“

## Личност
Срећко Шојић је увек представљан као човек из провинције, који мутним пословима постаје богат и на важним положајима. Он прича карикираним дијалектом јужне Србије, са само два падежа и врло карактеристичним и меким словима Ђ и Ћ. Шојић је вечито са брковима, ћубом на глави и обучен у дречава одела чије се боје готово по правилу не слажу са панталонама или кошуљом. Врло је похлепан и пуно зајми новац, а кад год га неко пита да било шта плати или да врати позајмљено, он одговара: „Полако с плаћање“, и нуди виски ("вискић са хледом") и мезе да би скренуо с теме. Увек је непоштен и подмитљив. Шојић понижава све људе који су испод њега по положају, од којих зна да нема опасности. Са опасним људима, пак, он прича врло лицемерно, улагујући им се док воде разговор, а иза леђа их пљујући. Имао је више љубавница. Он је врло необразован, и једна од главних шала везаних за њега јесте да каже погрешно неку реч страног порекла (нпр. конфузија уместо инфузија, експонат уместо експонент, ампутира уместо импутира, фатаморгана уместо фото-монтажа...), као и понеке домаће речи (нпр. упокоји уместо успокоји), а кад га неко исправи, он му изнервирано одговара: „Па тој сам и казо, бре!". Такође је велики лажов и у стању је да смисли дугачку неистиниту причу, само да би избегао истину.

## Концепт
Милан Гутовић је добио идеју да Шојићев лик прича дијалектом јужне Србије, јер је, како каже, чуо да тако говори мајстор Тома из околине Пирота, зидар који је радио на реконструкцији школе у Кумодражу, и то му се веома допало. Лик Срећка Шојића први пут се епизодно појавио у филму Лаф у срцу 1981. Потом су Милан Гутовић, Синиша Павић и Мића Милошевић, креирали и развили Шојићев лик који се поново појављује 1982. године у филму Тесна кожа. Док је Никола Симић уз помоћ шминкерке Цане осмислио како ликови Шојића и Пантића треба да изгледају у филмовима.

## Биографија

### Детињство и младост
О раном животу Срећка Шојића највише се сазнаје из серије Бела лађа. Рођен је у селу Неродици, негде на југу Србије. Отац му се звао Мићко, а мајка Анђа. Од блиских рођака му се још помињу деда Ставра и баба Руменка. У неким епизодама Беле лађе Шојић је покушавао да порекне да му образовање није било потпуно и да му је диплома купљена, као на пример код мандатара (Михајло Јанкетић), који је имао податке да је Шојић понављао трећи разред основне школе, а да средњу није ни завршио. Међутим, касније у серији, свом потпредседнику Пањковићу каже: „И ја сам ишао у школу..., додуше, неко време“. Након сусрета са свештеником Живорадом, са којим је Шојић ишао у разред, сазнаје се да је он избачен јер је имао пет јединица, преправљао дневник и наставнику украо златно пенкало. Шојићева необразованост се приказује у разним ситуацијама у каснијем животу, почевши од тога да не зна ниједан страни језик, преко тога да не уме да множи (једном приликом је рекао да је 8*8 једнако 72) па дотле да није чуо за важне историјске личности (Чарлс Дарвин, Фидел Кастро...) и књижевне ликове (Раскољников, Луцифер). Шојић је, већ одрастао, завео Мицику (Леонтину Матић, коју игра Милена Васић Ражнатовић), девојку из свога села, која је тада имала 15 година, и украо јој дукате који су били део њене девојачке спреме. Након тога је побегао, вероватно у Београд. У младости је живео у истом месту са Тихомиром Стојковићем, који је био нешто млађи од њега, и за кога Шојић тврди да је више пута био у поправном дому и да га је Тихомиров отац на самрти заклео да му пази сина. Како Шојић истиче више пута (посебно кад зајми новац), они су рођаци „преко бабе“, јер су им бабе биле из Бабушнице. Тихомир, међутим, каже да су им породице биле у великој свађи.

### Лаф у срцу
У филму Лаф у срцу Срећко Шојић је био директор предузећа. Главни лик у филму је Сава Митровић (Никола Симић).

### Тесна кожа
У серијалу филмова Тесна кожа Срећко Шојић је поново био директор предузећа. Главни лик у филмовима је млађи референт Димитрије Мита Пантић, чији лик је играо Никола Симић.
- Тесна кожа - У првом делу серијала Шојић је корумпирани директор у чијем предузећу влада хаос. Његова подмитљивост се истиче кад је за три милиона ондашњих динара преко реда запослио кандидата. Такође, он поставља Мелиту Сандић за своју секретарицу након што му је постала љубавница. Шојић стално кињи и вређа Пантића, покушавајући да нађе изговор да га отпусти.
- Тесна кожа 2 - Шојић одлази са Пантићем на службени пут, а чим види да овај има прилику да заради новац, саопштава радном колективу да је Пантић хомосексуалац, из чега произилази низ незгодних, али и комичних ситуација. Шојића напушта жена Лепа (Снежана Савић), која га је и пре тога варала. Такође, он је дужан мафији, чији је вођа Џорџ (или, како га Шојић назива, Ђоле, а игра га Воја Брајовић). Након што не успева да врати новац, они му узимају сву одећу и остављају га у женском тоалету хотела, одакле доспева у затвор.
- Тесна кожа 3 - У покушају да прибави новац за већ пропало предузеће, Шојић преговара са Сингапурћанима, али договори пропадају. Шојић поново покушава да отпусти Пантића, што му скоро и успева, кад Пантић долази и гађа га јајима у главу. Пошто још није вратио новац Ђолету, наводи га да украде новац из Пантићеве куће. Кад то не успева, Шојића претуку.
- Тесна кожа 4 - Шојић обећава Пантићу унапређење, али га отпушта. Пантић сазнаје да је Шојић у мутним пословима са Ђолетом и господином Трпковићем (Власта Велисављевић), и покушава да га уцењује, али нема унапређења.

### Бела лађа
У серији Бела лађа Срећко Шојић је бизнисмен и председник „Странке здравог разума“, коју финансира, Шојићев „рођак по баби“, Тихомир Стојковић „Шпиц“ (Предраг Смиљковић). Након што му дуго не враћа позајмљен новац, Шојић и Стојковић се смртно посвађају. Шојићев заменик у странци је Пањковић (Драган Вујић), кога стално кињи и потцењује. Шојић живи луксузној вили у некадашњој Пролетерској улици на Дедињу, за коју Шојић сада тврди да се зове Улица Мајкла Џексона. Послугу чине батлер Ћирко (Александар Дунић), кућна помоћница Живадинка (касније Маријана) и телохранитељ и возач Станимир. Вилу је, како је рекао, добио од богате бабе коју је пазио до њене смрти. Шојић улази и у сумњиве послове са мафијом, мафијашким босом Озреном Солдатовићем (Душан Голумбовски), и његовом десном руком Аламуњом (Дејан Луткић). Пошто је Шојићева странка успела да уђе у парламент, он је обећао Озрену да ће лобирати за њега у скупштини, уместо враћања дуга. Шојић није постао министар, али на срећу по њега, влада није оформљена, па се морало на нове изборе. Покушавајући да добије страну подршку, он преговара са амбасадором утицајне земље, али њихови односи су потпуно нарушени после неког времена. Да би подигао број гласача у свом родном месту, где га сви добро познају и неће да гласају за њега, он организује лажну градњу комбината за 7000 људи, уз, наводно, свој, шведски и турски капитал. Ипак, четири дана пред изборе га хапсе, а његово место преузима кум Баћко Бојић (Бранимир Брстина).

## Најзапаженије реплике
- "Неће да може."
- "Госпођо, ја ћу да изађем. Али само да знате да сам ја изненађен... и увређен!"
- "Због ради тога."
- "Неће слонче у лонче."
- "То те јуне неће муне."
- "То ће ти да извинеш."
- "Ја се за тај новац уопште не сећам." (кад треба да врати новац)
- "Опа, Ђурђо!"
- "Тачно се сећам да се тога не сећам."
- "Ћути, Пањковићу, ћути!" (Шојић увек ућуткује свог портпарола)
- "Па тој сам и казо!" (Након што га неко исправља)
- "Јесте ли за једно пићанце?"
- "Оће то, оће."
- "Ћао!" (врло наглашено меко Ћ)
- "Да ремизирамо."
- "Играш игрице на интернат!" (кад год види неког за рачунаром)
- "Кој му дође тај Аристотел?" (или било која друга позната личност)
- "Молим да се зумбира овај папирић."
- "Даме и госпође“ или „Госпођо и господе."
- "Његова ексенција..."
- "Немо' Ђоле!"
- "Ма неее!" (Веома наглашено са чуђењем)
- "Полако с плаћање!"
- "Ћирко, донеси вискић са хледом!"
- "Ћирко, немој те пошаљем у инђијску ђунглу са ђамбуђети!"

## Занимљивости
Миленко Чакаревић, мештанин Миросаљаца у Општини Ариље, познат је по надимку Шојић, због визуелног преклапања са ликом.